# Nicolaes Tulp
Nicolaes Pietersz Tulp (11 de octubre de 1593-12 de septiembre de 1674) fue un médico holandés del siglo XVII que en su tiempo fue muy reconocido tanto como médico cirujano y anatomista, siendo nombrado Praelector de Anatomía que debía regularizar las disecciones públicas; un líder cívico elegido varias veces burgomaestre de Ámsterdam y también desempeñó el papel de juez como otros roles cívicos; investigador, por ser el primero en describir un chimpancé. Otros de sus intereses dentro de sus investigaciones fueron la botánica, la terapia con medicamentos y la producción de la Pharmacopoea holandesa oficial.

## Biografía
Nicolas Pietersz Tulp nació el 11 de octubre de 1593 dentro de una familia prospera, protestante y comerciante de Ámsterdam.
En 1611 se matriculó en la Universidad Leiden de Holanda, en donde recibió su educación médica y se graduó en 1614 defendiendo 24 proposiciones De Cholera Humida. Entre sus profesores estuvieron Reinier Bontius, Aelius Vorstiis, y Pieter Pauw. Después de terminar sus estudios se dirigió a Ámsterdam en donde practicó la medicina general y la cirugía. 
En 1652 describió la espina bífida y escribió sobre ella en su libro "observationes medicae" Lib III capítulo XXX.
También estuvo muy involucrado en los proyectos y asuntos de la ciudad de Ámsterdam, siendo en 1622 elegido concejal de Ámsterdam, y uno de los 36 concejales de la ciudad. Cargo para el cual será elegido cuatro veces más en años posteriores. Cuatro veces él sirvió como uno de los cuatro burgomaestres (Primer magistrado municipal de algunas ciudades europeas, llamado también alcalde), dos veces él fue fideicomisario del orfanato, siete veces tesorero de la ciudad, también se desempeñó como juez, una vez curador de la escuela de gramática y Ateneo (todo en el periodo de un año). Desde 1663 a 1665 y desde 1673 a 1674 sirvió como un miembro del Comité de Concejales del Estado de Holanda y representante del oeste de Ámsterdam
En 1628 Tulp fue designado "Praelector Anatomiae" de los Cirujanos Guild, una posición que mantuvo hasta 1652. Sus deberes como Praelector de Anatomiae fueron dar conferencias sobre anatomía y cirugía para los cirujanos aprendices y para realizar disecciones públicas, de las cuales nueve han sido registrados.
En una de sus clases de disección de Anatomía se realizó una auto-cirugía por el constante dolor que padecía. Valiéndose del tacto y de un espejo localizó el punto exacto en el periné, en sus zonas pudendas, y se realizó una profunda incisión en donde sustrae entre orina y sangre una gran piedra , la cual era la responsable del gran dolor e incontinencia urinaria.
Durante la epidemia de peste de 1635, Tulp apoyaba la cuarentena como una medida de control para la propagación de la enfermedad. Debido a la ineficiencia de las farmacias locales, Tulp abogaba remplazarlas bajo el control de las municipalidades, resultando en la instalación de la primera autoridad médica local en los países bajos, el Colegio Médico de Ámsterdam. Otra consecuencia concerniente a Tulp fue la publicación de la primera farmacopea holandesa, el "Farmacopea Amstelaedamensis", que mayor parte fue escrito por él.
Los resultados científicos de Tulp sobre sus intereses médicos y anatómicos fueron publicados en su trabajo principal, "Observationum medicarum libri tres" en 1641. Este libro contiene 228 historias, por lo que resulta obvio que haya vuelto a descubrir los vasos quilíferos del intestino delgado y fue el primero en describir la válvula ileocecal en el cruce del intestino grueso con el delgado. Sus destacadas habilidades anatómicas y de cirugía son evidentes en la descripción de las formas para remover las piedras uretrales y, en el caso de un trauma en la cabeza, fragmentos de cráneo que presionan sobre el cerebro. Otras importantes observaciones son las pulsaciones del bazo, la importancia de la cauda equina, y la primera descripción de un chimpancé en Europa, que formará las bases para muchas teorías del origen del hombre. En particular, el trabajo de Tulp y la de Jacob de Bondt fue copiado y reeditado por Linneo para mostrar un vínculo entre los simios y el hombre.
Nicolaes Tulp junto con Jacobo Bondt y el anatomista inglés Edward Tyson, contribuirán decisivamente a la Primatología. Sus estudios favorecieron la teoría evolutiva de Darwin, al contemplar a los simios como el ser vivo más semejante a los ancestros de la especie humana. Aunque la ciencia biológica se hallara todavía con las ideas creacionistas y faltara cerca de siglo y medio para iniciar la sustitución por las ideas evolucionistas, sus investigaciones ya conjeturaban la procedencia primate al Homo sapiens en el árbol evolutivo. Con ello, plantearon interrogantes científicas y filosóficas claves para la Antropología actual, motivo para trazar cierta continuidad entre sus aportaciones y la ciencia biológica postdarwiniana.
Nicolaes Tulp llamó sátiros o simios, igual que Galeno a los animales que hoy llamamos macaco, que son un género de primates catarrinos de la familia Cercopithecidae, y en su libro Observaciones médicas, empleó los vocablos “orang-outang” (importado del malayo por Bondt y de cuyo libro lo adoptó) y ”sátiro” (propio de la tradición clásica sobre animales exóticos, monstruos y quimeras), para describir un chimpancé. Hoy en día sabemos que el chimpancé provienen del género Pan de primates homínidos que comprende las especies Pan troglodytes (chimpancé común) y Pan paniscus (bonobo o chimpancé pigmeo). Por estudios de genética e inmunología se ha podido datar la divergencia entre su línea evolutiva y la del Gorilla hace 7-8 millones de años y de la de los Homo hace unos 6 millones de años. Los seres humanos compartimos el 96% del genoma con el chimpancé. Nicolaes Tulp lo describió:

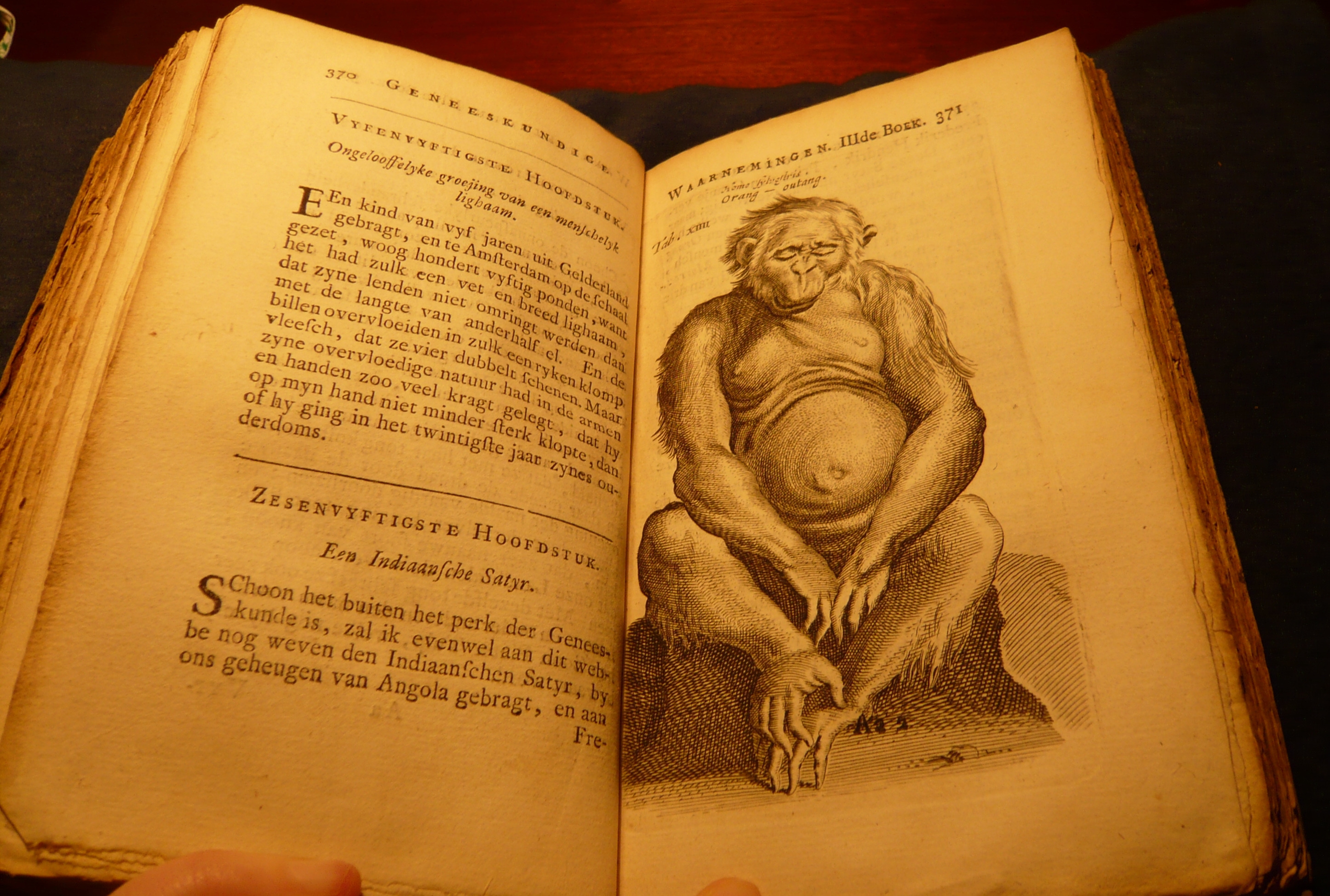
"Observationes Medicae

“Este sátiro [Sátiro Índico], era un cuadrúpedo; pero a partir de la faz humana que manifiesta, se le denomina por parte de los Indios orang-outang u hombre de los bosques. Por su tamaño, se parece a un niño de tres años; por su corpulencia, a uno de seis (...) está cubierto (en todo el cuerpo) de pelos negros. Su cara imita a la humana, pero sus narices son planas y plegadas hacia adentro, a la manera de una vieja mujer arrugada y desdentada (...) Sus orejas no se diferencian en verdad en nada de la forma humana. Ni tampoco el busto, provisto en ambos lados con mamas redondas (pues era de sexo femenino); el abdomen tenía un muy profundo ombligo; y sus miembros tanto superior como inferior eran tan parecidos a los del hombre que uno podría apenas distinguirlos, como si se tratara de diferenciar dos huevos.” 1
Esta hembra de chimpancé fue dibujada con labios faciales exageradamente extendidos, probablemente para ilustrar el carácter libidinoso del animal, pues su gesto de extender y vibrar los labios era considerado obsceno en la época. Como su amigo Bondt, las observaciones de Nicolaes Tulp sobre ese ejemplar de chimpancé hembra no se limitaron a los aspectos fisonómicos y anatómicos, también incluyen ciertos apuntes etológicos llamativos, referidos a los modales manifestados por el animal para emplear utensilios propios de la alimentación:
“Cuando quería beber, agarraba por su asidero un cántaro con una mano colocando la otra claramente debajo de la base del recipiente y después se limpiaba cualquier humedad residual que hubiera quedado en sus labios de una manera en nada menos correcta y delicada de aquella que se observa en la corte de los príncipes”1
Y a sus reiteradas preferencias para optimizar la comodidad de su descanso: 
“Demostraba la misma destreza cuando se dirigía a su lecho. Prefería inclinar su cabeza sobre el cojín y envolvía confortablemente su cuerpo con las mantas, cubriendo su cuerpo de la misma manera que lo hace la mayoría de la gente cuando se acuesta en semejante lugar”.
Efectivamente los chimpancés, en especial siendo jóvenes, tienen gran capacidad para el aprendizaje polivalente, incluyendo emplear correctamente artefactos humanos. Sin olvidar que, en estado salvaje, suelen confeccionar nidos para el descanso nocturno y diurno, ni que, sin domesticación ni adiestramiento, cuidan con esmero su propia higiene y evitan cualquier suciedad o parásito detectados en su pelaje, eliminándolos por sí mismos o con rituales recíprocos de limpieza y acicalamiento. Se esclarece la descripción filogenética del nexo evolutivo entre el Homo sapiens y el chimpancé, los cuales, junto con el resto de los grandes simios antropomorfos (gorilas y orangutanes), integran actualmente la familia Hominidae que son los primates bípedos, incluido el humano.
Nicolaes Tulp fue un gran admirador de Hipócrates y consecuentemente opositor a las ideas de bioquímicos como J.B van Helmont, llamado el “padre de la Bioquímica” que aplicó los principios químicos en sus investigaciones sobre la digestión y la nutrición para el estudio de problemas fisiológicos. Esto significaba entre otras cosas, que Nicolaes Tulp rechaza el uso de las nuevas medicinas defendidas por la bioquímica, tales como el antimonio. 
Poco se sabe de las últimas actividades médicas de Tulp durante sus últimos años, cuando él se refería principalmente a sus deberes cívicos.
Tulp murió el 12 de septiembre de 1674 en La Haya.

## La Lección de Anatomía del Dr. Nicolaes Tulp
El cuadro (Fig. 1), pintado por Rembrandt Harmenszoon van Rijn, pintor holandés, en el año 1632, plasma una lección de anatomía impartida por el doctor Nicolás Tulp, el que tocado de un chamergo neerlandés, demuestra el funcionamiento de la mano a través de la manipulación de los músculos flexores del antebrazo.

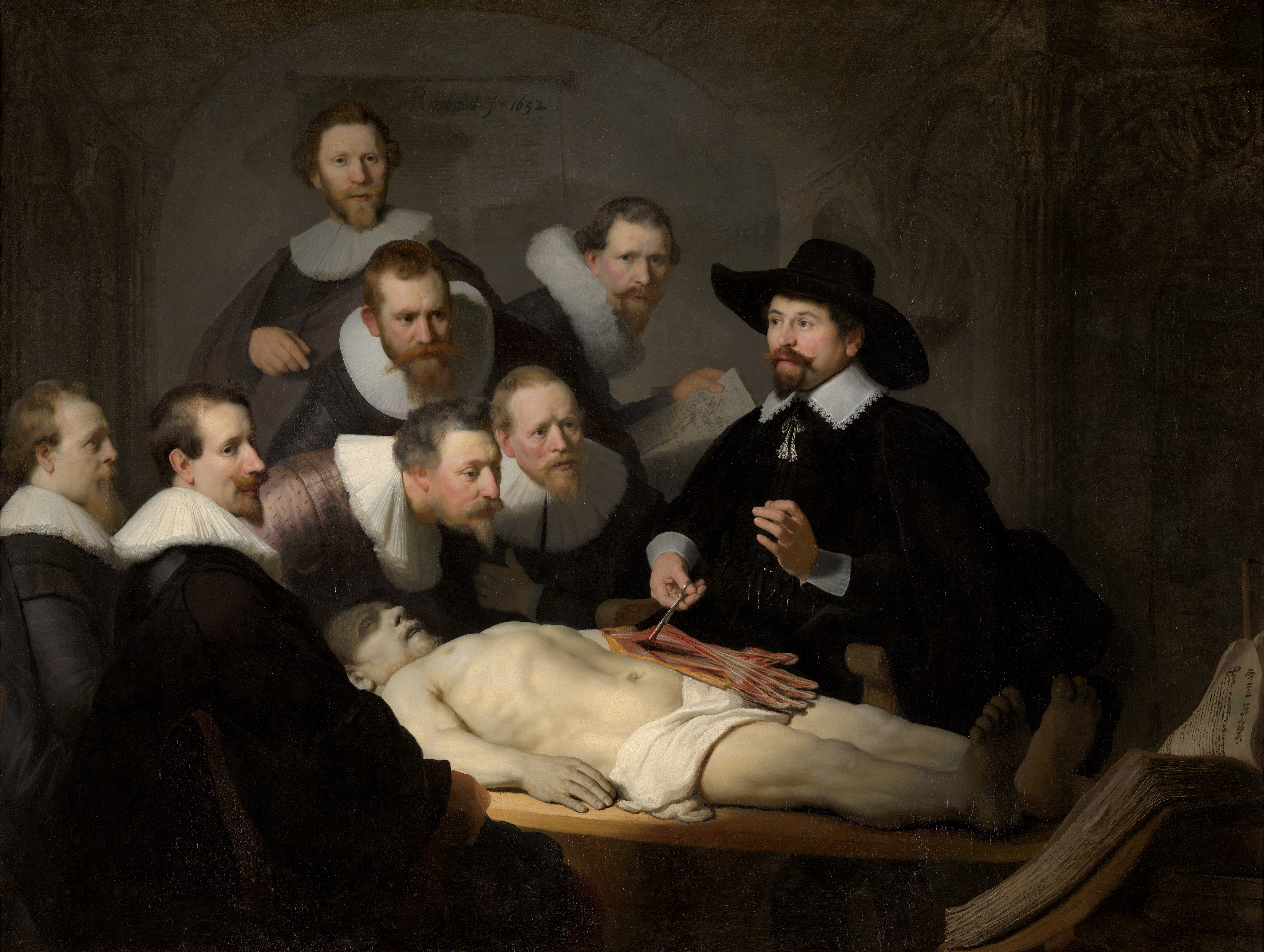
Rembrandt - (Fig.1) Lecciones de Anatomía del Dr. Nicolaes Tulp

Las clases de anatomía con disección en el año XVII , que solían realizarse en el Waag o teatro de anatomía de la ciudad, fueron actos poco frecuentes y espectaculares , al punto de llegar a ser acontecimiento sociales a los que asistían estudiantes, colegas y público general. Debido a esto, se representa en el cuadro a Tulp mirando hacia la audiencia sentada en el anfiteatro rodeando la mesa de disección. 
Tulp deseaba encargar un retrato grupal, y elige a Rembrandt para realizarlo debido a una recomendación del cuñado de este último. En el siglo XVII estos tipos de retratos eran muy populares en las Provincias Unidas o Países Bajos y se había convertido en una verdadera institución social. El retrato grupal se convirtió en el símbolo de una clase media que ascendía social y económicamente.
La obra fue pintada en Ámsterdam, la que pertenecía a las Provincias Unidas cuya religión era el calvinismo y que recientemente había logrado su independencia luego de 30 años de guerra con España. Dicha Independencia le dio el derecho de comerciar libremente.
En lo que respecta al análisis del cuadro, se puede observar el fondo, que en sombras, es poco visible. También se observan dos libros. El que está colocado en el ángulo inferior derecho probablemente sea el best seller de anatomía del momento, De Humani Corporis Fabrica de Andreas Vesalio (1543). El que tiene en sus manos el asistente que se encuentra a la derecha de Tulp se supone que es la lista de los presentes en la disección , de los que se conoce su identidad: Jacob Blok, Hartman Hartmanszoon, Adraen Slabran, Jacob de Witt, Mathijs Kalkoen, Jacob Koolvelt y Frans Van Loenen. Todos alrededor del cadáver de un ajusticiado, que es el que centra la composición y la temática del cuadro.
Un tema de discusión con respecto a la obra es la inserción del flexor digitorum superfcialis que en el cuadro tiene como origen el epicóndilo lateral del húmero cuando sus inserciones reales son el epicóndilo medial del húmero, la apófisis coronoides del cúbito y la diáfisis del radio. Sin embargo, diferentes autores se resisten a aceptar que Rembrandt haya pintado esta anomalía por error. De Lint afirma que Rembrandt, un buen anatomista, intencionalmente tergiversó el origen de este músculo para darle un mayor equilibrio artístico a la pintura. Hove y col.( Dr Nicolaes Tulp’s anatomy lectura) afirman que el doctor Tulp al ver la pintura debió reconocer el error y aceptarlo por algún motivo sino no le hubiera permitido retratar la anatomía en forma incorrecta. Hecks-cher sugiere que Rembrandt malinterpretó una imagen de Vesalio confundiendo la anatomía del brazo derecho con la del brazo izquierdo. 
En el cuadro vemos plasmada la aceptación del Dr. Tulp de que el conocimiento se basa en la necesidad de la confirmación empírica a través del hecho de que el profesor está dando una clase y simultáneamente disecando sin la necesidad de leer ningún libro. Por el contrario, las lecciones de anatomía medievales, bajo el influjo de la sabiduría de Aristóteles y Galeno, separaban ambas funciones. El médico se distanciaba del trabajo sucio de la disección, que se dejaba en manos de un barbero, mientras que el profesor se concentraba en la lectura del texto de Galeno. Si se descubrían discrepancias entre el dogma anatómico galénico y el cadáver, se tomaba como un defecto, o una broma, de la naturaleza.
Es importante destacar que este cuadro no retrata una lección estática, de anatomía descriptiva, sino una de fisiología y anatomía funcional, esto se puede observar en pistas como es la forma en que dos de los observadores buscan dos señales de diferentes objetos, uno mira hacia el antebrazo diseccionado en busca de la flexión de la mano tirar Tulp de los tendones y músculos y el otro está mirando a la mano de Tulp que representa lo que sucederá al cadáver.

## Me consumo para servir a otros

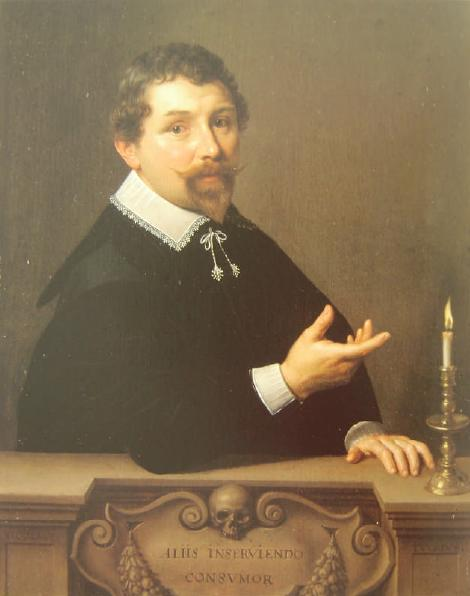
(Fig.2) Nicolaes Tulp por Nicolaes Eliasz. Pickenoy.

En el retrato (Fig. 2) pintado por Nicolaes Eliasz. Pickenoy en los años treinta del siglo XVII se representa a Tulp señalando con la mano derecha un cirio ardiente. En el pedestal barroco de la balaustrada donde Tulp busca apoyo, se lee lo que el médico expresa con este gesto: Aliis inserviendo consumor (me consumo para servir a otros). 
Tulp comparó así su servicio en interés del prójimo con una vela que se extingue dando luz a su alrededor. Desde la Edad Moderna hasta la Contemporánea encontramos este cirio ardiente como símbolo del altruismo en retratos, sellos y ex libris de médicos. El símbolo moderno del cirio tiene un predecesor inmediato en la antorcha simbólica de la Antigüedad. Esa luz simbolizó por una parte la vida y la energía; por otra la, lealtad y la veracidad. Cuando se cristianizó ese simbolismo antiguo, el cirio sustituyó a la antorcha. Así las velas ardientes en natalicios y sepelios recordaban el sacrificio de Jesucristo. Más tarde, ese emblema de abnegación y fidelidad se extendió a la profesión médica
En el retrato se observa la vestimenta médica holandesa, que permaneció fiel al color negro hasta el siglo XVII, cuando todo el mundo optaba ya por colores más brillantes y luminosos. Se observa también en Tulp, característica de la época, la barba cortada “a lo Wallestein”: mostachos puntiagudos y perilla.